# Detergens
Der Begriff Detergens (Plural  Detergenzien, veraltet auch Detergentien oder Detergentia, von lateinisch detergere ‚abwischen‘) wird entweder gleichbedeutend mit Tensid oder mit Reinigungsmittel verwendet.
- Tenside sind Stoffe, die einen Reinigungsprozess erleichtern. Sie setzen die Grenzflächenspannungen zwischen der zu reinigenden Oberfläche, dem Schmutz und dem Lösemittel (meist Wasser) herab. Man versteht darunter sowohl natürlich vorkommende, als auch synthetisch hergestellte Tenside (Emulgatoren und Netzmittel). Neben dem Begriff Detergenzien wird im deutschen Sprachraum auch das Kunstwort Syndet für Synthetische Detergenzien verwendet.

- Reinigungsmittel und Waschmittel: Im Sinne der Verordnung (EG) Nr. 648/2004[1] des Europäischen Parlaments und des Rates bezeichnet der Ausdruck  „Detergens“ einen Stoff oder eine Zubereitung, welcher/welche Seifen und/oder andere Tenside enthält und für Wasch- und Reinigungsprozesse bestimmt ist. Detergenzien können unterschiedliche Formen haben (Flüssigkeit, Pulver, Paste, Riegel, Tafel, geformte Stücke, Figuren usw.) und für Haushaltszwecke oder institutionelle oder industrielle Zwecke vertrieben oder verwendet werden. Weitere Produkte, die zu den Detergenzien zählen, sind unter anderem
  - Waschhilfsmittel zum Einweichen (Vorwaschen), Spülen oder Bleichen von Kleidungsstücken, Haushaltswäsche usw.
  - Wäscheweichspüler zur Veränderung des Griffs von Textilien in Prozessen, die die Textilwäsche ergänzen
  - Putzmittel, wie Haushaltsallzweckreiniger und/oder andere Mittel zur Reinigung von Oberflächen (z. B. Werkstoffe, Produkte, Maschinen)